# Ronny Weller
Ronny Weller (Oelsnitz, RDA, 22 de julio de 1969) es un deportista alemán que compitió en halterofilia.
Participó en cinco Juegos Olímpicos de Verano, obteniendo en total cuatro medallas: bronce en Seúl 1988, oro en Barcelona 1992, plata en Atlanta 1996 y plata en Sídney 2000.
Ganó cuatro medallas en el Campeonato Mundial de Halterofilia entre los años 1991 y 1997, y siete medallas en el Campeonato Europeo de Halterofilia entre los años 1988 y 2004.

## Palmarés internacional
| Representando a la RDA   |                           |                   |           |
| Juegos Olímpicos         |                           |                   |           |
| Año                      | Lugar                     | Medalla           | Categoría |
| 1988                     | Seúl (Corea del Sur)      | Medalla de bronce | 110 kg    |
| Campeonato Europeo       |                           |                   |           |
| Año                      | Lugar                     | Medalla           | Categoría |
| 1988                     | Cardiff (Reino Unido)     | Medalla de bronce | 110 kg    |
| Representando a Alemania |                           |                   |           |
| Juegos Olímpicos         |                           |                   |           |
| Año                      | Lugar                     | Medalla           | Categoría |
| 1992                     | Barcelona (España)        | Medalla de oro    | 110 kg    |
| 1996                     | Atlanta (Estados Unidos)  | Medalla de plata  | +108 kg   |
| 2000                     | Sídney (Australia)        | Medalla de plata  | +105 kg   |
| Campeonato Mundial       |                           |                   |           |
| Año                      | Lugar                     | Medalla           | Categoría |
| 1991                     | Donaueschingen (Alemania) | Medalla de plata  | 110 kg    |
| 1993                     | Melbourne (Australia)     | Medalla de oro    | +108 kg   |
| 1995                     | Cantón (China)            | Medalla de plata  | +108 kg   |
| 1997                     | Chiang Mai (Tailandia)    | Medalla de plata  | +108 kg   |
| Campeonato Europeo       |                           |                   |           |
| Año                      | Lugar                     | Medalla           | Categoría |
| 1993                     | Sofía (Bulgaria)          | Medalla de plata  | 108 kg    |
| 1998                     | Riesa (Alemania)          | Medalla de oro    | +105 kg   |
| 1999                     | La Coruña (España)        | Medalla de plata  | +105 kg   |
| 2000                     | Sofía (Bulgaria)          | Medalla de plata  | +105 kg   |
| 2002                     | Antalya (Turquía)         | Medalla de oro    | +105 kg   |
| 2004                     | Kiev (Ucrania)            | Medalla de bronce | +105 kg   |